# Raymond Lheureux
Raymond Lheureux, né le 30 octobre 1890 à Châlons-sur-Marne et mort le 16 novembre 1965 à Grasse, est un artiste peintre figuratif.

## Biographie
Il est le fils de Clément Victor Lheureux (1865-), représentant de commerce, et de Blanche Constance Périnet (1868-). Durant son enfance, il habite les allées de forêts à Châlons-sur-Marne.
En 1896, sa sœur Hélène Lheureux naît. De 1907 à 1911, il est étudiant des Beaux-Arts de Paris dans l'atelier de Henri Royer. De 1908 à 1911, il étudie à l'Académie Julian dans les ateliers de Henri Royer et de Marcel Baschet. Durant ses études à Paris, il habite rue de Mézières. En 1911, Il habite rue de Chastillon à Châlons-sur-Marne. De 1911 à 1913, il effectue son service militaire (en tant que musicien à partir de 1912).
Raymond Lheureux se marie le 1er juillet 1914 avec Marie-Thérèse Victorine Gand à Amiens. Durant la Première Guerre mondiale, il est brancardier au front : il assure l'évacuation des blessés et leur prodigue les premiers soins « avec un dévouement au-dessus de tout éloge »,. Il participe à la bataille de Verdun au sein du 154e régiment d'infanterie. Il réalise plusieurs portraits représentant ses camarades de front durant la guerre,.
À partir de 1921, il habite Vendeuvre. Raymond Lheureux se remarie le 22 mai 1928 avec Marcelle Alice Marie de Courtilloles d'Angleville (1896-1979) dans le 16e arrondissement de Paris. En 1933, Raymond Lheureux est le père de six enfants: Geneviève, Françoise, Philippe, Bernard, Anne-Marie. En 1937, il devient sociétaire du Salon d'hiver. À partir de 1938, il habite Paris.

## Œuvre

### Portraits
Raymond Lheureux est célèbre pour les portraits qu'il réalise : Raymond Saint-Prix, Colette Willy, Romuald Joubé, Henri Lesieur, Paul Ecoffard, Ernest Guyonnet, André Brunot, Georges Cusin, Léon Bernard, Paul Mounet, Yolande Balvay-Dethès, Charles Le Bargy, Caroline-Eugénie Weber, Firmin Gémier, Tiarko Richepin, Louis Jouvet, René Berton, Carlo Viscardini, Frédéric Mistral, Léon Chabrillac, Pierre Aldebert, Lucien Guitry, Jean Bonvilliers, Roger Duquesne, Marie-Thérèse Gauley, Madame Gauley-Texier, André Brunot, Maurice Escande, Hubert Buthion, Albert Reyval, Sacha Guitry, Gilda Darthy, Colonna Romano, Jean Suberville, Maurice Rivoire, Régis Sartre, Edmond Locard, Madeleine Roch, Albert Lambert, Ève Lavallière, Baron Le Roy, Coquelin aîné, Théodore Hersart de La Villemarqué, Alfred Poizat, Émile Quentin-Brin.

### Paysages
J-P Laurens déclare à son sujet en 1982 : « J'ai évoqué le nom de Chardin devant les nombreuses œuvres montrées, des huiles et des aquarelles de pure tradition française représentant souvent des paysages de la Mayenne et des natures mortes. ». Il ajoute que le tableau Le jardin du Luxembourg est « fort bien peint » mais il ne sait pas s'il est toujours visible à la galerie du Cherche-Midi en 1982,.

## Collections publiques
- 1935 : Portrait d'Edmée Quercy en Rémoise du 17e siècle, exposé au Salon de l'école française en 1936, don au musée des Beaux-Arts de Reims en 1969[14].
- Nombreux portraits, Maison Raymond Saint-Prix.

## Expositions
- 1920 : Salon de l'École Française[15].
- 1921 : Salon de l'École Française (Curé-Doyen Chambrillon ; Dr Marteret ; Bouquet de Lys ; et 4 pochades de paysage)[15].
- 1934 : Salon de l'École Française (plusieurs sanguines)[3].
- 1936 : XXIXe Salon de l'École Française (Portrait d'Edmée Quercy en Rémoise du 17e siècle)[14].
- 1937 : Salon de l'Ecole Française (La communion des scouts bretons sur le pont d'Espagne (Hautes-Pyrénées))[16].
- 1937 : Salon d'hiver (La bénédiction ; Portrait de Mme D. S. ; Portrait de Geneviève L[heureux] ; Portrait de Françoise)[7].
- 1939 : Société des artistes français (Les jacinthes)[14],[17].
- 2-15 décembre 1940 : Galerie Page, Bayonne[18],[19].
- 1941 : Salon d'hiver : 9 peintures (La ferme abandonnée ; La Rhune, vue de la route d'Ascain ; Matin calme au rocher de la vierge ; Biarritz ; deux Vue du pays basque)[10].
- 1942 : Salon d'hiver : 6 peintures (Étang des Vallées (Vaux-de-Cernay))[20].
- 1944 : Salon d'hiver (La bénédiction ; Promenade en forêt ; Pont-Neuf).
- 1946 : Salon d'hiver : 5 peintures (Portrait de Mlle A[nne]-M[arie] L[heureux] ; L'aube du printemps (vallée de Chevreuse) ; Le temps des cerises ; Le temps des mécaniques ; Fin de moisson (vallée de Chevreuse))[21].
- 1947 : Salon d'hiver : 5 peintures (L'Holocauste ; Portrait de Mlle F[rançoise] L[heureux] ; Pommiers en fleurs ; Matin d'été sur l'étang ; La rencontre)[22].
- 1948 : Salon d'hiver (Pont de la Tournelle et Statue de Sainte-Geneviève).
- 1950 : Salon d'hiver (Soir d'hiver au Vaux-de-Cernay).
- 16 octobre - 30 octobre 1982 : Galerie du Cherche-Midi, Paris (53 oeuvres exposées)[23].
- 16 novembre - 8 décembre 1984 : Galerie du Cherche-Midi, Paris.

## Distinctions
- Croix de guerre 1914-1918, étoile de bronze[15],[4].
- Chevalier de l'ordre des Palmes académiques[22].